# 精忠神社
精忠神社（せいちゅうじんじゃ）は、栃木県下都賀郡壬生町の神社。干瓢神社とも呼ばれている。

## 歴史
正徳2年（1712年）、壬生藩鳥居家によって、祖先の鳥居元忠を祀るための社として創建された。藩政時代には「御霊社」と呼ばれた。
鳥居元忠は徳川家康に仕えた武将で、関ヶ原の戦いの前哨戦である伏見城の戦いで討死した。鳥居家は以後2度にわたって改易処分を受けながらも、元忠の功績によって家名が存続された。正徳2年（1712年）、若年寄を務める近江水口藩主・鳥居忠英が3万石に加増の上で壬生に移封され、以後壬生は鳥居家の治める所となる。
創建時の社は、壬生城二の丸の西北隅にあった。寛政11年（1799年）6月22日、光格天皇の時に「精忠霊神」の神号を与えられ、壬生城本丸に移された。その後、嘉永2年（1849年）の元忠の250年忌を機として、再び二の丸（現在地）に移された。明治5年（1872年）には神社の改修と濠の埋め立てが行われ、現在見られる姿になっている。

## 境内
境内には、元忠が自害した血染めの畳を埋めた「畳塚」がある。江戸時代には、血染めの畳は元忠の忠義を記念するものとして江戸城伏見櫓の階上にあったが、江戸開城後に壬生藩に渡ったものである。
他にも「干瓢発祥二百五十周年記念碑」がある。現在、栃木県の特産物となっている干瓢は、忠英が旧領の水口藩からユウガオの種子を取り寄せて普及させたのがきっかけとされている（壬生藩#特産品参照）。

## 交通アクセス
- 壬生駅より徒歩15分。